# Najat Kaanache
Najat Kaanache, née à Orio, en Espagne, en 1978, est une cheffe cuisinière maroco-espagnole. Ses origines basques et marocaines se reflètent dans sa cuisine, ainsi que dans ses études en sciences alimentaires. Née dans une ville côtière du Pays basque, elle a été à la fois influencée par les préparations simples de la cuisine basque et les préparations aromatiques de la cuisine nord-africaine, qu'elle a apprises de sa mère. Elle a également appris auprès de grands chefs tels que René Redzepi et Ferran Adrià. Elle est surnommée « la cocinera itinerante » [« la cuisinière itinérante »]  parce qu'elle a voyagé dans le monde entier et a vécu aux Pays-Bas, aux États-Unis et au Mexique, entre autres. Elle a créé plusieurs restaurants, y compris dans la ville marocaine où elle est désormais installée, Fès.
Ses réalisations les plus remarquées sont son premier restaurant créé à Fès, Nur, et son livre de cuisine, partiellement autobiographique, dans lequel elle explique des recettes venant de ses origines, en cherchant à la fois à maintenir une tradition et à inscrire cette cuisine dans le monde contemporain.

## Biographie
Ses parents sont des agriculteurs originaires de villages situés près de Taza, entre le Moyen Atlas et le Rif. Ils émigrent à Saint-Sébastien en 1975. Elle naît en 1978 à Orio,. Comme elle l'explique, « notre nourriture était simple : beaucoup de légumes, de légumineuses et de poisson ». Elle hérite de sa mère la base de ses connaissances gastronomiques. Elle indique au sujet de son enfance : « Je dis que je viens de la faim, non pas parce que j'avais faim, mais parce que j'avais toujours envie de manger des choses que nous ne pouvions pas nous permettre », précisant encore : « Nous avions les meilleures olives noires sur la table, le meilleur cumin et le meilleur zaalouk, les meilleures lentilles et le meilleur houmous. Nous avions des aliments qui avaient du sens pour le corps humain. Mais les autres enfants avaient les plus belles choses, des glaces à la vanille et des sandwichs au Nutella, alors que nous avions de l'huile d'olive et des tomates. ».
Elle fait ensuite du théâtre à Barcelone et à Madrid, et étudie l'art dramatique à l'université de Surrey à Londres. En 2000, elle joue le rôle de Shamira dans le feuilleton Goenkale de la Euskal Irrati Telebista, mais se lasse de jouer « la fille marocaine » et met fin à sa carrière d'actrice. Elle parcourt le monde. Puis elle se rend à La Haye et à Rotterdam pour gagner sa vie en tant que cuisinière. Elle commence à proposer des pintxos basco-marocains et créé une entreprise de restauration pour des événements.
Elle étudie les arts culinaires à Rotterdam. Elle est impressionnée par la gastronomie moléculaire de Heston Blumenthal, ce qui se reflète dans ses plats. Elle commence à travailler dans la cuisine professionnelle de François Geurds, qui avait lui-même fait partie des équipes de Blumenthal. Elle exerce aussi dans des cuisines de restaurants réputés de Chicago, de Napa en Californie, de New York, ainsi que dans le restaurant Noma de René Redzepi à Copenhague, et le restaurant espagnol elBulli du chef Ferran Adrià à Roses, au nord de Barcelone, où elle reste trois ans jusqu'à sa fermeture en 2011. Elle parcourt les États-Unis de San Francisco à New York et créée un restaurant au Texas (à Dallas) et en Floride. Elle s'associe au chef des cuisines de la Maison-Blanche, Bill Yosses, donnant ensemble des conférences sur la science alimentaire, notamment pour l'université de New York et l’université Harvard,. Elle a aussi donné des conférences pour Le Cordon Bleu, par exemple.
Elle se rend également au Mexique, pendant trois ans pour se familiariser avec la culture traditionnelle du cacao et le processus de fabrication du chocolat.
En 2016, elle crée le restaurant Nur, dans la médina de Fès,. Nur (نور) signifie « lumière » en arabe. Elle est considérée désormais comme l’une des meilleures cheffes de cuisine marocaine.
En 2021, elle publie son premier livre de cuisine, intitulé Najat.
Elle présente aussi une émission consacrée à la cuisine marocaine sur Canal Cocina (es).

## Quelques réalisations

### Restaurants
- Souk (Dallas, Texas)
- Piripi (Coral Gables, Floride)
- Nur (Fès, Maroc)

### Publications
2021 : Najat.

### Télévision
Émissions sur la cuisine marocaine, diffusées notamment sur Canal Cocina (es) en Espagne.